# Namur Angels
Namur Angels is een honkbal- en softbalvereniging uit Namen.
De vereniging speelt in het eigen sportterrein aan de Rue de la 1e Armée Américaine te Wépion waar men diverse honkbal- en softbalvelden tot zijn beschikking heeft. Het eerste herenhonkbalteam komt sinds jaren uit op het hoogste niveau en behaalde in 2008 de vierde plaats in de Belgische Elite League. De vereniging telt twee herenteams, een damessoftbalteam en verschillende jeugdteams in de junioren, cadetten, miniemen en peanutklasses.

## Bekende (oud-)speler
- Patrick Tensen, werper 1997